# Alex palparia
Alex palparia là một loài bướm đêm trong họ Geometridae.